# Battaglia di Ponts-de-Cé (1620)
La battaglia di Ponts-de-Cé (detta anche Divertimento di Ponts-de-Cé per il facile esito che ebbe la battaglia per l'esercito reale) fu uno scontro combattuto il 7 agosto 1620 tra i partigiani di Maria de' Medici e l'esercito francese di Luigi XIII. La regina madre aveva tentato di togliere la reggenza al figlio cospirando contro di lui in diverse occasioni sino a giungere allo scontro armato.

## Antefatto e cause
- 1610: all'età di 9 anni Luigi XIII viene incoronato re di Francia a Reims il 17 ottobre 1610 sotto la reggenza di sua madre Maria de' Medici e sotto il dominio consigliare di Concino Concini.
- 1611: il conte di Sully si dimette il 26 gennaio.
- 1613: Concini viene nominato maresciallo di Francia il 19 novembre.
- 1614: rivolta dei Grandi (guidati dal principe di Condé, con i duchi di Vendôme, Mayenne e Retz) contro Concini. Il 15 maggio: trattato di Sainte-Menehould. La reggente promette ai nobili la convocazione degli Stati generali.
- 1615: matrimonio di Luigi XIII il 28 novembre 1615 con Anna d'Austria, infanta di Spagna (figlia di Filippo III).
- 1616: nuova rivolta dei nobili. Pace di Loudun (disastrosa per la corte) tra Maria de Medici (la reggente) e il principe di Condé, il 3 maggio 1616. Richelieu viene nominato segretario di stato per la guerra e gli affari esteri, il 25 novembre 1616.
- 1617: colpo di stato, il 24 aprile, di Luigi XIII il quale ordina l'assassinio di Concino Concini, favorito della madre. Maria de Medici viene esiliata a Blois. Luigi XIII nobilita il proprio favorito, Carlo d'Albert, duca di Luynes, il quale rapidamente accumula titoli e una grande fortuna. Questo suo rapido avanzamento crea malcontento nella corte.
- 1619: la regina madre fugge dal castello di Blois e organizza un'armata contro il figlio che sceglie quindi di scendere a patti con lei tramite il Trattato di Angoulême del 30 aprile, col quale il sovrano cede alla madre le città di Angers e Chinon, ma le impedisce di rientrare nel consiglio del re. In ottobre, il re fa liberare Condé precedentemente imprigionato dalla regina madre, il che porta allo scoppio di nuove rivolte.

Maria de' Medici poteva all'epoca contare su alcuni personaggi chiave del regno come Cesare di Borbone-Vendôme (figlio primogenito di Enrico IV di Francia e della sua favorita Gabrielle d'Estrées, quindi fratellastro di Luigi XIII), nonché sul Gran Priore di Vendôme, Alessandro, fratello del precedente, che insieme guidavano le truppe dei "grandi" (duca di Epernon, duca di Retz, duca di Nemours, duca di Montmorency, conte di Soissons, duca di Longueville, maresciallo Boisdauphin, duca di Trémoille).
Con queste forze Maria poteva facilmente controllare Rouen e Le Havre (duca di Longueville), Dreux, La Ferté-Bernard, la contea del Perche e parte del Maine (conte di Soissons), Château-Gontier e Sablé (maresciallo Boisdauphin), parte della Loira (Vendôme), della Bretagna (duca di Trémoille) e del Poitou (duca di Retz), nonché la Saintonge (duca di Epernon). Il passaggio strategico sulla Loira tra l'Angiò ed il Poitou era per l'appunto a Les Ponts-de-Cé.
In Normandia, il duca di Longueville entrò in dissidio col governo francese il 2 luglio 1620 e anche la Linguadoca pareva sul punto di ribellarsi. L'esercito del re partì in direzione di Rouen il 7 luglio. Tale esercito era composto di 8000 fanti e 600 cavalieri ed era comandato dallo stesso re Luigi XIII di Francia, oltre al principe di Condé (da poco liberato) assistito dal maresciallo di Praslin e dai feldmarescialli Tresnel, Créquy Nérestang e Bassompierre. Il 10 luglio l'esercito reale francese conquistò Rouen mentre il duca di Longueville, colto di sorpresa da quella rapida reazione del re, dovette rifugiarsi a Caen insieme al Priore di Vendôme. La città e il suo castello fecero atto di sottomissione  all'arrivo del re il 17 luglio.

## La battaglia
Luigi XIII, prima dello scontro, pensò di inviare al castello di Angers il duca di Bellegarde, il presidente Jeannin e Jean Davy du Perron, arcivescovo di Sens, per trattare la resa della madre, che ad ogni modo non cedette. Il 6 agosto il re lasciò La Flèche e il 7 agosto le truppe regie erano già riunite nella piana di Trélazé, nei pressi delle cave di ardesia di Angers.
A capo delle armate di Maria de Medici stava Louis de Marillac che capì subito di trovarsi in netta inferiorità numerica rispetto ai nemici. La defezione del duca di Retz coi suoi 1500 uomini al seguito, ridusse però di un terzo le truppe dei "grandi" e incoraggiò il duca di Vendôme ad abbandonare il campo di battaglia e a cercare rifugio ad Angers, dove si trovava Maria de Medici, lasciando il proprio esercito allo sbando. Per il maresciallo Créqui fu un gioco da ragazzi dunque sbaragliare le truppe rimaste ora senza guida. La sconfitta per Maria de Medici fu totale.
Il 10 agosto, venne firmata la pace di Angers tra Luigi XIII e Maria de Medici. Per paura che sua madre potesse nuovamente tramare ai suoi danni, il re accettò il ritorno di questa a corte e si riconciliò con lei tramite Richelieu, allora vescovo di Luçon.